# 기록물관리사
기록물관리사는 틀린표현이다.
기록물관리전문요원 또는 기록연구사가 법적 용어이다.

## 같이 보기
- 기록학